# 太極章
太極章（：／）是大韓帝國的勳章，低於大勳位李花大綬章、高於八卦章。

## 概要
1900年（光武4年）4月17日，根據大韓帝國敕令第13號《勳章條例》，設立金尺大勳章、李花大勳章、太極章、紫鷹章。太極章得名於國旗，授予文官，其下分為八等。

## 設計

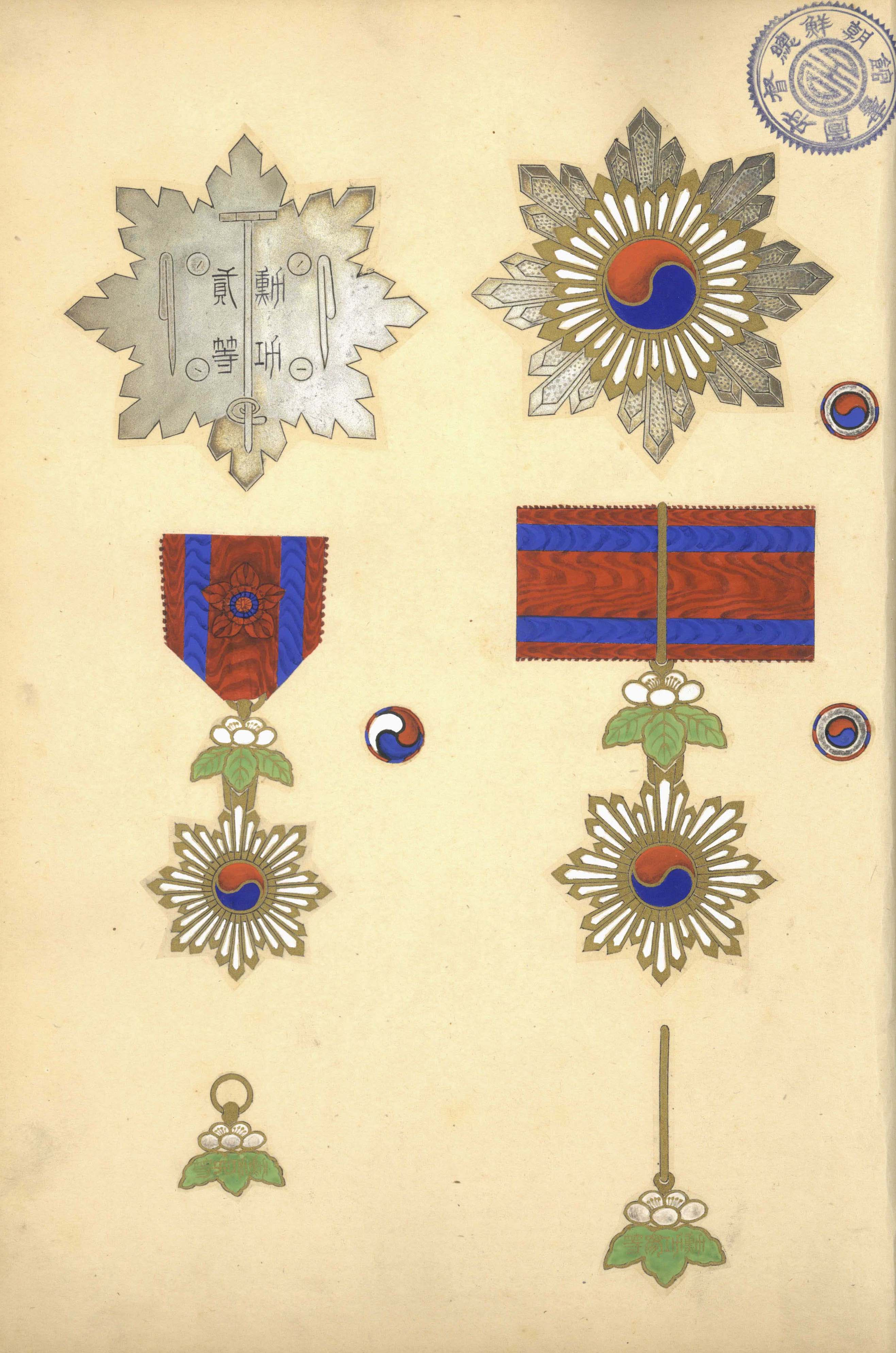
勳二等太極章兼勳一等太極大綬章副章（上） 勳三等太極中綬章兼勳二等太極章副章（右下） 勳四等太極小綬章（左下）
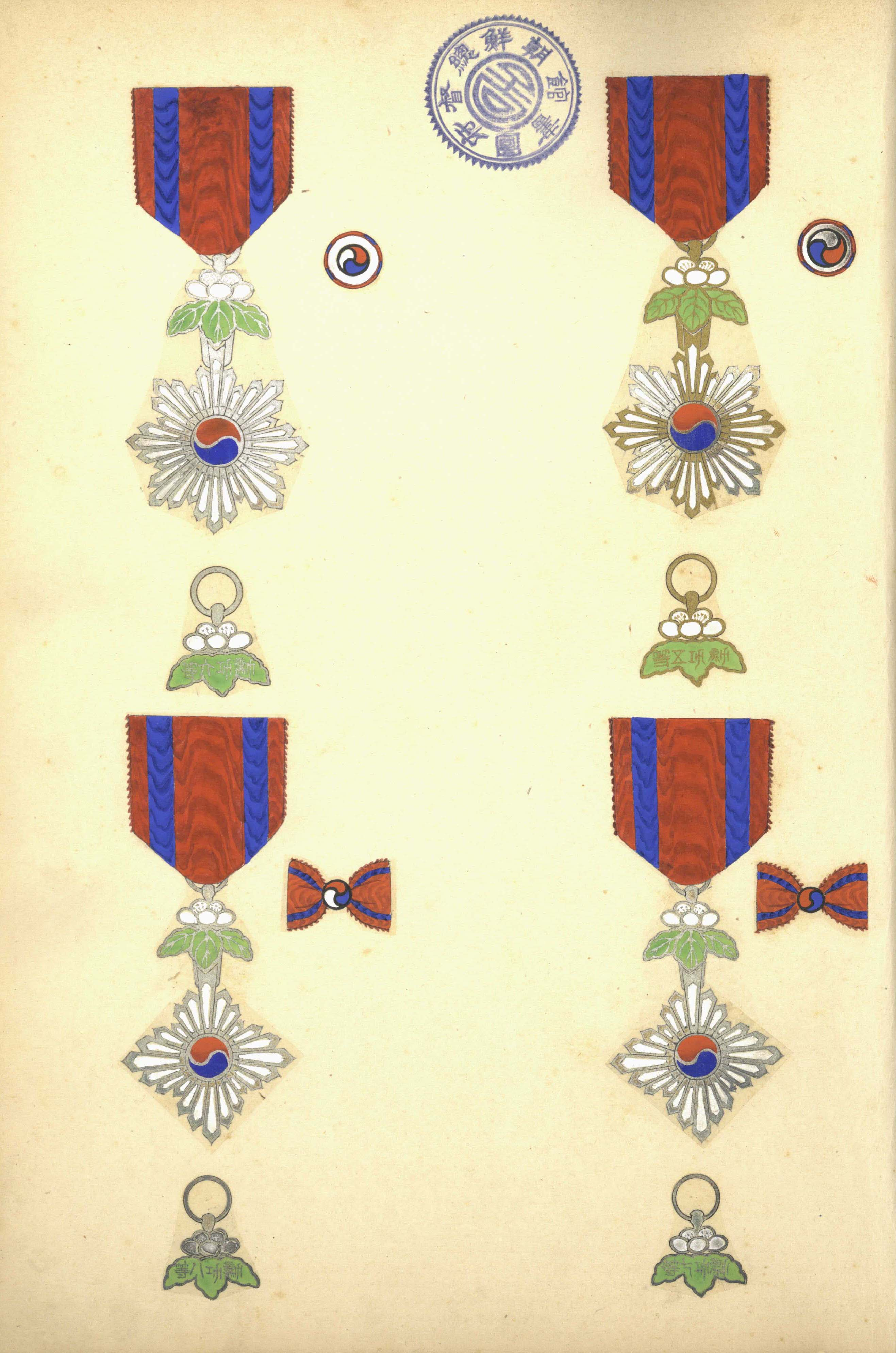
勳五等太極小綬章（右上） 勳六等太極小綬章（左上） 勳七等太極小綬章（右下） 勳八等太極小綬章（左下）